# Las luchas de clases en Francia de 1848 a 1850
Las luchas de clases en Francia de 1848 a 1850 fue un conjunto de artículos escritos por Karl Marx para el periódico Nueva Gaceta Renana en 1850. Las obras fueron recopiladas y republicadas en 1895 por Friedrich Engels.

## Contenidos de los artículos

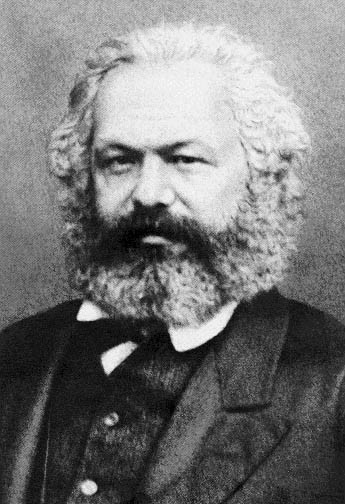
Karl Marx en 1869